# Giovanni Battista Ramusio

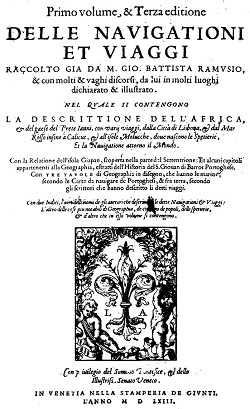
Página de rosto da edição de 1563 de Delle Navigationi et Viaggi.

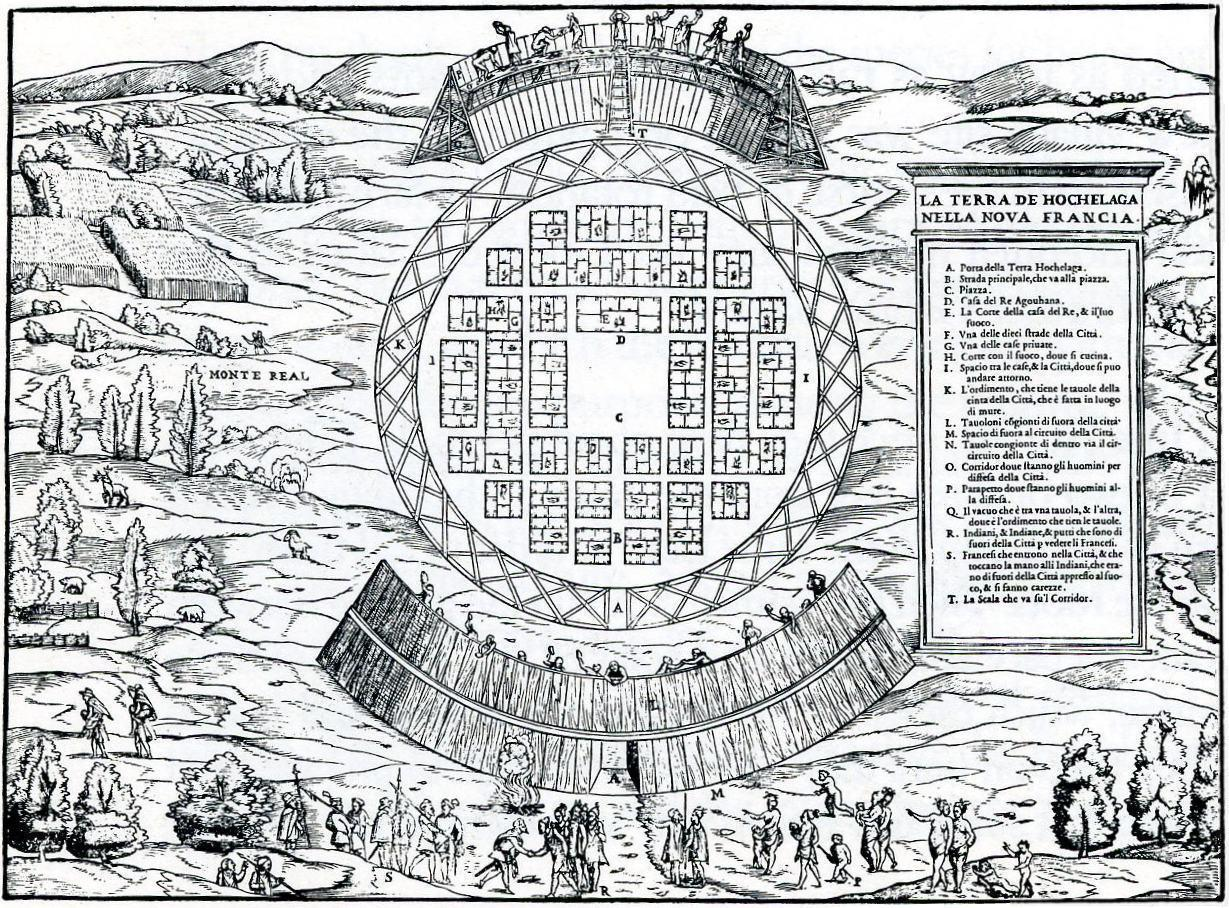
Planta de La Terra De Hochelaga Nella Nova Francia (Quebec), tendo à esquerda, o Monte Real, gravura de Giacomo Gastaldi usada como ilustração da obra Delle Navigationi et Viaggi.

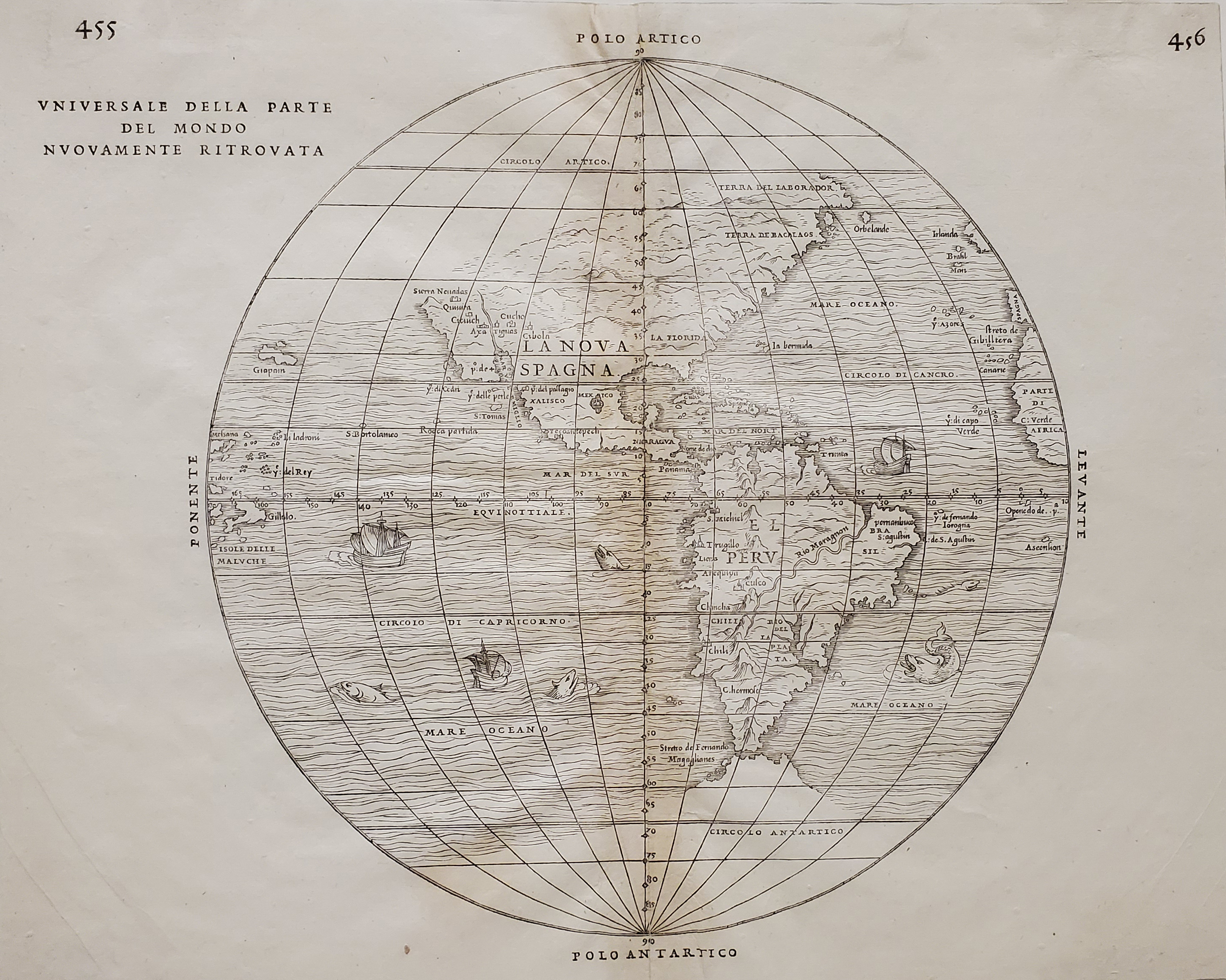
Universale della Parte del Mondo Novamente Ritrovata (Mapa geral da parte do mundo recém-descoberta), mapa datado de 1556 criado por Ramusio e Giacomo Gastaldi.

Giovan Battista Ramusio (Treviso, 20 de julho de 1485 — Pádua, 10 de julho de 1557) foi um humanista, cartógrafo, geógrafo e escritor de viagens veneziano. Considerado o autor do primeiro tratado geográfico da era moderna, notabilizou-se com a sua obra Delle navigatione et viaggi, na qual narra as descobertas marítimas dos europeus na sua época, considerada, a par da obra de Fracanzano da Montalboddo, uma das antologias mais importantes do século XVI.

## Biografia
Nascido em Treviso, cidade que ao tempo integrava a República de Veneza, Ramusio era filho de Paolo Ramusio, um magistrado da cidade-estado veneziana oriundo de Treviso. Ramusio começou por estudar em Pádua como aluno de Pietro Pomponazzi e Aldo Manuzzio. Com aqueles humanistas estudou principalmente as línguas latina e grega e provavelmente também aprendeu algumas línguas orientais, mas dedicou-se sobretudo à cosmografia e à geografia. Foi membro da Academia Aldina, colaborando com o seu fundador, o impressor Aldo Manuzzio, para quem preparou as edições aldinas de Quintiliano (1514) e da Terceira Década de Tito Lívio (1519).
Em 1505, o jovem Giovanni assumiu o cargo de secretário de Aloisio Mocenigo, um destacado membro da família patrícia Mocenigo, também por vezes designado por Alvise Mocenigo, e por isso confundido com os seus parentes da época posterior que foram doges de Veneza, nomeadamente Alvise I Mocenigo, Alvise II Mocenigo e Alvise Giovanni Mocenigo. Aloisio Mocenigo servia então como embaixador da República de Veneza em França e em outubro de 1505 Ramusio acompanhou-o a Paris, permencendo na corte francesa até maio de 1507.
Administrador refinado, conhecedor de várias línguas, esteve em contacto com numerosos embaixadores da Sereníssima República em várias cortes europeias. É célebre a sua estadia na corte do rei francês Luís XII (1505-1507), durante a qual se interessou pelas explorações francesas na América do Norte. Naqueles anos, a República de Veneza estava ansiosa por conhecer melhor a rota marítima para as Américas, que via como uma nova saída para o seu comércio, ameaçado pelo avanço dos otomanos no Mediterrâneo.
Através das suas amizades diplomáticas, conseguiu obter prontamente os relatos das viagens do explorador bretão Jacques Cartier, enviado pelo rei Francisco I de França ao Canadá, então Nova França. A sua grande habilidade para desenhar mapas permitiu-lhe, com base apenas na descrição de Cartier, fazer com que Giacomo Gastaldi compusesse o mapa da Terra de Hochelaga (Terra dos Castores), que representa muito plausivelmente o território da colónia de Ville-Marie, a atual Montréal.
Aloísio, provavelmente com a ajuda de Ramusio, obteve em França, e levou de volta para Veneza, um manuscrito antigo, até então desconhecido, das Cartas de Plínio, o Jovem. Esta versão de Plínio foi impressa em 1508 pela Imprensa Aldina, de Aldus Manutius.
Mais tarde, efectuou outras viagens diplomáticas, incluindo à Suíça e a Roma e, presumivelmente, também à Apúlia. Alguns relatos sugerem que também viajou pelo Egito e pelo Norte de África.
Ramusio passaria o resto da sua carreira ao serviço de Veneza. Em 1513, com pouco mais de trinta anos de idade, tornou-se chanceler da República de Veneza e foi um colaborador íntimo do doge Alvise Mocenigo. Em 1515 foi nomeado secretário do Senado de Veneza e, a partir de 1553, tornou-se um dos quatro secretários do Consiglio dei Dieci (o Conselho dos Dez). O doge pediu-lhe mapas pormenorizados de todos os novos portos comerciais e mandou pintar um mapa nos apartamentos do Palácio Ducal (Veneza) com todos os portos do Mediterrâneo. As suas funções incluiram as negociações com Sebastiano Caboto.
Ramusio conheceu Girolamo Fracastoro, em cuja casa viveu de 1546 a 1550, Bernardo Navagero, Gasparo Contarini, Giacomo Gastaldi e Raimondi Torriani. Subsiste uma troca de cartas com o literato e cardeal Pietro Bembo e com o médico Girolamo Fracastoro, eminentes personalidades da intelectualidade do seu tempo.
Interessado em geografia, o seu cargo assegurava-lhe o envio para Veneza de todas as notícias sobre as últimas descobertas dos exploradores de toda a Europa.  Homem culto, fluente em várias línguas, começou a compilar estes documentos e a traduzi-los para o italiano, a língua europeia mais conhecida na altura. 
A sua obra mais importante, à qual está ligada a sua fama literária, é o monumental tratado intitulado Delle navigationi et viaggi, o primeiro tratado geográfico da era moderna, publicado entre 1550 e 1606, reunindo mais de cinquenta memórias de viagens e explorações desde a antiguidade clássica até ao século XVI, de Marco Polo a Amerigo Vespucci, passando pelas grandes explorações africanas. A publicação deste tratado passou por várias vicissitudes, pois o primeiro volume foi impresso em 1550, o terceiro volume foi impresso em 1556 e o segundo volume, cujo manuscrito foi destruído num incêndio, foi impresso postumamente em 1559, dois anos após a morte de Ramusius.

## Publicações
Foram conservados os prefácios de Ramusio às obras de Quintiliano e Lívio, publicados por Aldo Manuzzio em 1514 e 1519, respetivamente.  Ramusio tornou-se famoso sobretudo por ter publicado a mais importante literatura de viagens do seu tempo na sua obra monumental Delle navigationi et viaggi (Das Navegações e Viagens), que foi publicada pela casa editora Giunti em Veneza. 
Embora ele próprio tenha viajado pouco, Ramusio publicou a obra Delle Navigationi et Viaggi, uma coleção de relatos em primeira mão dos exploradores coevos sobre as suas viagens. Esta foi a primeira obra do seu género. Incluía os relatos de Marco Polo, Niccolò Da Conti, Fernão de Magalhães, Álvar Núñez Cabeza de Vaca e Giosafat Barbaro. A descrição da China contém a primeira referência na literatura europeia ao chá. No segundo volume, livro terceiro, consta a ilustração do escambo realizado na costa do Brasil. O seu nome é referido na Relação do Piloto Anónimo.
A ideia de compor este tratado remonta, sem dúvida, à época em que Ramusio foi encarregado de contactar o navegador Sebastiano Caboto, filho de Giovanni Caboto, para o convencer a entrar ao serviço da Sereníssima República. 
Também publicou a obra Descrittione dell’ Africa, uma descrição geográfica do continente africano contendo o que de mais recente se conhecia sobre aquela região do mundo. Publicou ainda um excerto da obra de Tomé Pires sobre as Índias, que lhe tinha chegado às mãos, embora não soubesse o nome do seu autor.
É provável que Ramusio estivesse a recolher material para esta publicação desde 1520. O primeiro volume, contendo relatos de viagens sobre África, foi publicado em 1550; seguiu-se um volume sobre viagens à América, sem o nome do editor, mas com uma carta dedicatória de Ramusio a Fracastoro. Um volume sobre as viagens à Ásia foi publicado postumamente em 1559. 
O primeiro volume foi publicado em 1550, seguido rapidamente pelo terceiro volume em 1556. A publicação do segundo volume foi atrasada porque o manuscrito foi destruído num incêndio antes de ser enviado para a tipografia, e foi finalmente publicado em 1559, dois anos após a morte do seu compilador. Navigationi et Viaggi foi traduzido para várias línguas e reimpresso várias vezes, o que indica a popularidade que este tipo de livros estava a ganhar na Europa. Esta coleção passou por numerosas edições no século XVI e contribuiu para a fama atual de muitos relatos de viagens, incluindo Il Milione de Marco Polo, que Ramusio publicou numa versão que tinha editado.
Embora Ramusio não tenha viajado pessoalmente para os países que descreveu, conseguiu fazer uma descrição muito precisa e verdadeira dos mesmos, porque manteve contacto com muitos viajantes e exploradores e pôde consultar os seus relatórios de viagem. Com a sua obra, foi o precursor de toda uma vasta produção literária geográfica, entre a qual se destacam, imediatamente a seguir, as obras de Richard Hakluyt.